# 압주
압수(Absu)는 수메르 신화와 아카드 신화의 민물(담수) 신의 이름이다. 그는 모든 신들의 아버지 신(부신)이다.  수메르 신 엔키(아카드어로는 에아)는 인간이 창조되기 전에 압수에서 살았다고 믿었다. 그의 아내 담갈누나와 그의 어머니 남무 그의 조언자 이시무드 그리고 문지기 라흐무 같은 다양한 추종하는 피조물이 압주에 살았다.
에리두에서, 엔키의 사원은 에-압주(압주 사원)라 알려져 있다. 그리고 습지 압주의 가에 위치하였다. 아시리아와 바빌론의 촌의 사원의 성수의 특정 통들은 압수 또는 압주(Abzu)라 불린다. 종교적인 세례에 전형적이며, 이들 통들은 그리스도교의 침례 세례반 또는 이슬람 모스크의 세례 풀의 전단계로 여겨질 수 있다.